# Musiktidningen
Det finns flera tidskrifter med namnet Musiktidningen för tidningen som utgavs 1973–1978 se Musiktidningen 1973–1978, för Musiktidningen, musiktidskrift se Musiktidningen 1991–1993 för Rockmusiktidningen som utgavs 1982–1984 se Musiktidningen 'n roll

Musiktidningen var en svensk musiktidskrift som utgavs 1899–1927.
Musiktidningen började utges 1899 (ett provnummer utkom 1898) i Göteborg av redaktören Assar O. Assar. När denne 1907 flyttade till Stockholm ändrades också utgivningsorten. Undertiteln var ursprungligen Organ för svenska musici, men ändrades 1900 till Fackorgan för svenska musici. Tidskriften utkom med ett nummer i veckan till 1920, med 19–24 nummer per år 1921–1922 och därefter med 10–12 nummer per år till nedläggningen. Åren 1901–1919 utkom även julnumret Från tonernas värld.